# Нью-Йоркське психоаналітичне товариство

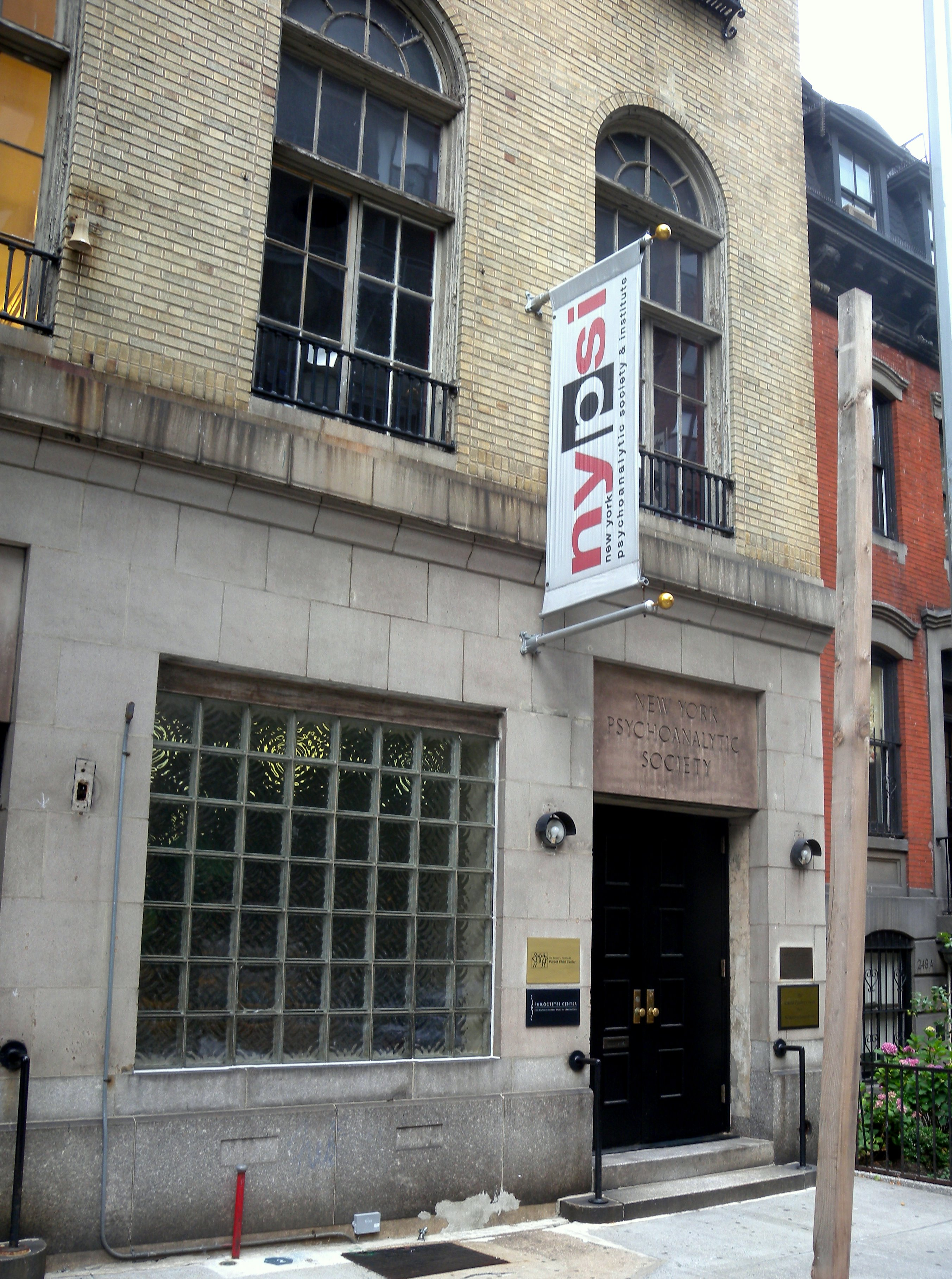
247 East 82nd Street, Мангеттен

Нью-Йоркське психоаналітичне товариство та інститут — засноване в 1911 році доктором Абрахамом А. Бріллом — є найстарішою психоаналітичною організацією в Сполучених Штатах.  
Членами Хартії були: Луїс Едвард Біш, Бріл, Горацій Вестлейк Фрінк, Фредерік Джеймс Фарнелл, Вільям К. Гарвін, Август Хох, Морріс Дж. Карпас, Джордж Х. Кірбі, Кларенс П. Оберндорф, Броніслав Онуф, Ернест Марш Поат, Чарльз Рікшер, Джейкоб Розенблум, Едвард В. Писання та Семюел А. Танненбаум . 
Інститут став містом професійного розвитку для лідерів в сфері  у психоаналітичній освіті та лікуванні, таких як Маргарет Малер, Ернст Кріс, Курт Р. Айслер, Хайнц Хартманн, Абрам Кардінер, Рудольф Льовенштейн, Чарльз Бреннер, Таддеус Еймс, Роберт С. Бак, і Отто Кернберг . 

## Зовнішні посилання
- Офіційний веб-сайт